# 박치상
박치상(朴稚祥, 1866년 2월 10일 ~ 1918년 3월 7일)은 일제강점기 초기에 성균관의 후신인 경학원에서 핵심적인 역할을 맡은 유학자이다. 또한 친일인명사전에 그 이름이 등재되어 있다.

## 생애
1896년 관립한성사범학교를 졸업한 뒤 남원군의 공립소학교에서 교원으로 근무했다. 1906년 교장으로 승진하였고, 관립 교동보통학교 교원 겸 교장으로 발령받았다.
한일 병합 조약이 체결된 후인 1911년 경학원에 들어가 직원(直員), 사성(司成), 경학원잡지 편찬주임 등의 직책을 거쳤다.
경학원 사성으로 근무하면서 1915년 다이쇼 천황 즉위 3주년에 맞추어 조선 인민이 천황의 높은 덕으로 은혜를 입고 있다는 내용의 헌송문을 지어서 조선총독부에 헌상한 바 있다. 이듬해인 1916년에는 뒷날 쇼와 천황이 된 황태자 히로히토 친왕을 세우는 예식에 또다시 천황과 황태자를 칭송하는 글을 지어 올렸다. 이러한 글들은 경학원이 발행해 배포하는 《경학원잡지》에 실렸고, 유교라는 도구를 통해 일본 제국의 조선 통치의 정당성을 홍보하는 데 쓰였다.
1916년 이인직의 뒤를 이어 경학원잡지 편찬주임이 되어 1917년까지 근무하다가 이듬해 사망했다.
2006년 친일반민족행위진상규명위원회가 발표한 친일반민족행위 106인 명단 중 종교 부문에 선정되었다. 2008년 발표된 민족문제연구소의 친일인명사전 수록예정자 명단에도 들어 있다.

## 같이 보기
- 경학원

## 참고자료
- 친일반민족행위진상규명위원회 (2006년 12월). 〈박치상〉 (PDF). 《2006년도 조사보고서 II - 친일반민족행위결정이유서》. 서울. 844~851쪽쪽. 발간등록번호 11-1560010-0000002-10. [깨진 링크(과거 내용 찾기)]